# أبو سليم (طرابلس)
حي أبوسليم هو أحد أكبر أحياء مدينة طرابلس في ليبيا ويقع جنوب المدينة، ويعد هذا الحي المكان الأكثر تنوعاً للقبائل الليبية في طرابلس.

## المقار الحكومية
- المؤتمر الوطني العام لمؤتمر الوطني العام
- البرلمان الليبي
- مستشفى الحوادث.
- سجن أبوسليم (السياسي) سابقاً [2]

## وصلات خارجية
- صورة جوية لمدينة طرابلس